# James Gordon Bennett, Jr.
James Gordon Bennett, Jr., (✰ Nova Iorque, 10 de maio de 1841; ✝ Beaulieu-sur-Mer, 14 de maio de 1918) foi um grande iatista e editor do New York Herald, fundado por seu pai, James Gordon Bennett, Sr., que emigrou da Escócia. 
Ele era geralmente conhecido como Gordon Bennett para distingui-lo do pai, e devido a sua reputação controversa, seu nome para os britânicos, ficou associado a expressão de incredulidade.  Entre suas muitas realizações relacionadas a esportes, ele organizou a primeira partida de polo e a primeira partida de tênis nos Estados Unidos, e ele pessoalmente ganhou a primeira corrida de iate transoceânica. Ele patrocinou exploradores incluindo a viagem de Henry Morton Stanley à África para encontrar David Livingstone e o malfadado USS Jeannette.

## As Copas Gordon Bennett
Como desportista, ao longo da vida, Gordon Bennett criou algumas "Copas" concedendo taças especiais para os vencedores:
- Copa Gordon Bennett (para veleiros) – no esporte de iatismo em 1876;
- Copa Gordon Bennett (para automóveis) – no esporte de automobilismo em 1899;
- Copa Gordon Bennett (para balões) – no esporte de balonismo em 1906;
- Copa Gordon Bennett (para aviões) – no esporte de corrida aérea em 1909.